# Laakvallei
De Laakvallei is een natuurgebied in de Antwerpse gemeente Beerse.
Het 8 hectare grote gebied werd in 2008 aangekocht door de vereniging Kempens Landschap. Het ligt in de vallei van het riviertje de Laak, dat in zuidwestelijke richting stroomt naar de Kleine Nete.
De aanvankelijk aanwezige populierenplantage werd omgevormd tot wilgen-elzenbroekbos. In 2018 werd een wandelpad aangelegd dat voor een deel als vlonderpad werd uitgevoerd.